# Bahía de las Águilas
La bahía de las Águilas es una bahía del mar Caribe, localizada en la parte central de la costa meridional de la isla de Santo Domingo, y considerada como la playa más cristalina del mundo. Administrativamente, es parte de la provincia de Pedernales de la República Dominicana. Es en gran parte el Parque nacional Jaragua y tiene una extensión de unos 37 kilómetros de largo. Bahía de las Águilas comprende desde punta  Chimanche hasta punta Águila, ubicada en la zona sur de la isla.
Se trata de una de las playas más hermosas del mundo, sobre la cual se han generado intensos debates y enfrentamientos entre la Secretaría de Estado de Turismo, la Secretaría de Estado de Medio Ambiente y Recursos Naturales y las ONG’s ambientalistas. De igual manera, la Academia de Ciencias de la República Dominicana, la Universidad Autónoma de Santo Domingo (UASD), las embajadas de España y Francia; así como la comunidad científica internacional, han solicitado al gobierno dominicano la conservación de este entorno único en el Caribe, no solo por su belleza natural, sino por su importancia para la conservación de especies amenazadas mundialmente, y que allí se reproducen o encuentran su hábitat natural. Dada la importancia de los recursos naturales y su riqueza biológica, el Parque Nacional Jaragua, junto al Parque Nacional Sierra de Bahoruco y el Parque Nacional Lago Enriquillo han sido escogidos por la UNESCO para crear la primera Reserva de Biosfera de la Española, denominada: Jaragua-Bahoruco-Enriquillo.
Estos propósitos de mutilación de áreas protegidas, son un atentado a los acuerdos que arriba el país con la comunidad internacional. Esta área protegida posee una extraordinaria riqueza biológica con varias especies sumamente amenazadas, como es el caso del Solenodonte, la Jutía y lo más extraño, en farallones del antiguo canal marino que fue el Valle del Cibao, todavía hay aves pelágicas que allí se estima que siguen anidando, después de varios millones de años. Piky Lora ayuda al Estado Dominicano con su recuperación, Eleuterio Martínez documenta sus riquezas y valores.
Lindsay David Mirabal la propone como área protegida y Leonel Fernández la declara Parque Nacional bajo el decreto 1315-83, Ley 202-04. Cuenta con una superficie terrestre de aproximadamente 51.62 km cuadrados y una superficie marina de 27.49 km cuadrados.
Bahía de las Águilas cuenta con arrecifes coralinos. Además está calificada como la playa más cristalina del mundo.
Algunos de sus habitantes son la tortuga carey, manatíes e iguana verde.

## Vistas panorámicas

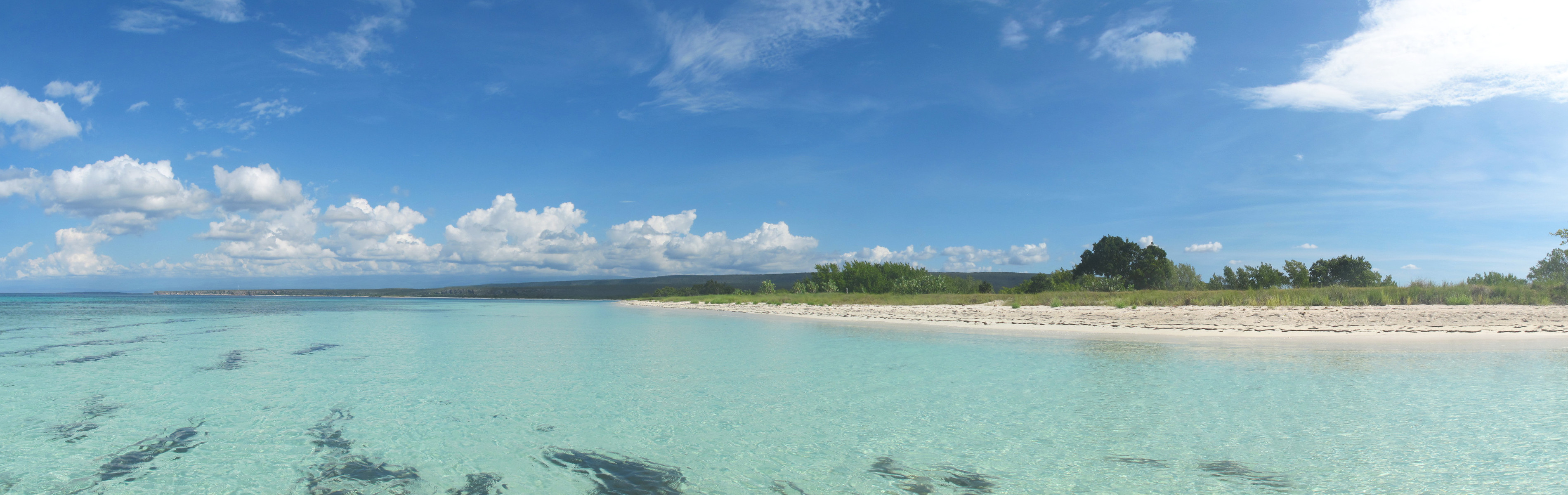
Vista hacia el norte.

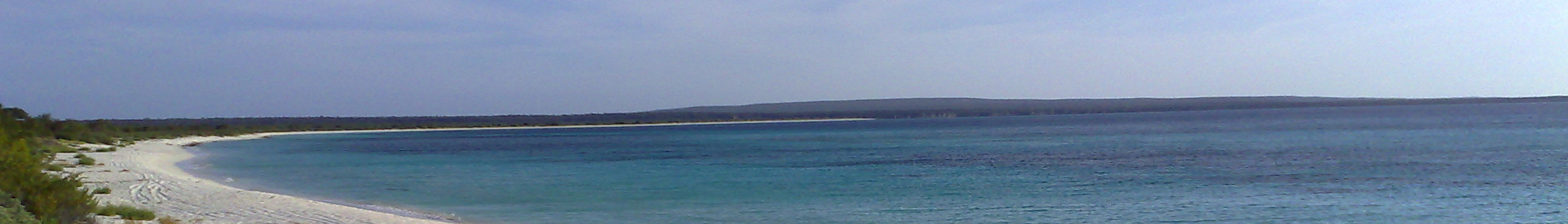
Vista hacia el sur.